# Coxicerberus minutus
Coxicerberus minutus är en kräftdjursart som först beskrevs av Nicole Coineau och Lazar Botosaneanu 1973.  Coxicerberus minutus ingår i släktet Coxicerberus och familjen Microcerberidae. Inga underarter finns listade i Catalogue of Life.